# جوان انگستان، ملکه سیسیل
جوان انگستان (انگلیسی: Joan of England, Queen of Sicily؛ اکتبر ۱۱۶۵ – ۴ سپتامبر ۱۱۹۹ (aged 33)) ملکه هم‌نشین بود.